# BS Fuji
BS Fuji (jap. BSフジ) – japońska stacja telewizyjna, funkcjonująca od 1 grudnia 2000 roku. Jest także jednym z nadawców cyfrowych i częścią sieci telewizyjnej Fuji Television Network.
Kanał oferuje serwisy informacyjne, dramy, filmy, programy rozrywkowe, relacje sportowe i inne treści, niedostępne w telewizji naziemnej.

## Historia
15 grudnia 1998 roku założono spółkę BS Fuji Co., Ltd.
1 grudnia 2000 roku rozpoczęcie nadawania cyfrowego stacji BS Fuji.
W grudniu 2018 roku ruszyła transmisja satelitarna „4K” na kanale BS Fuji 4K.